# غرفة الطعام

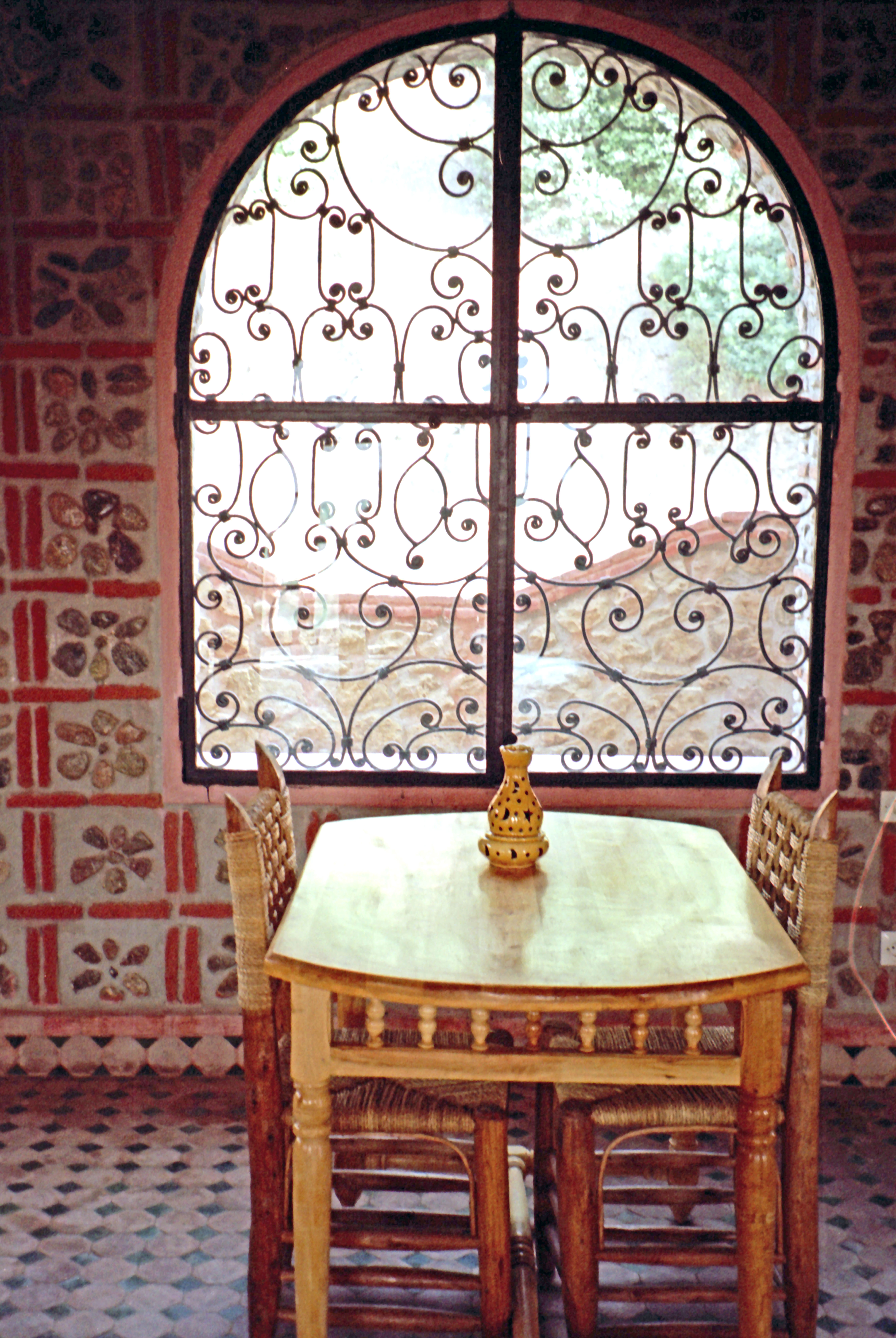
طاولة الطعام في دار مغربية حديثة

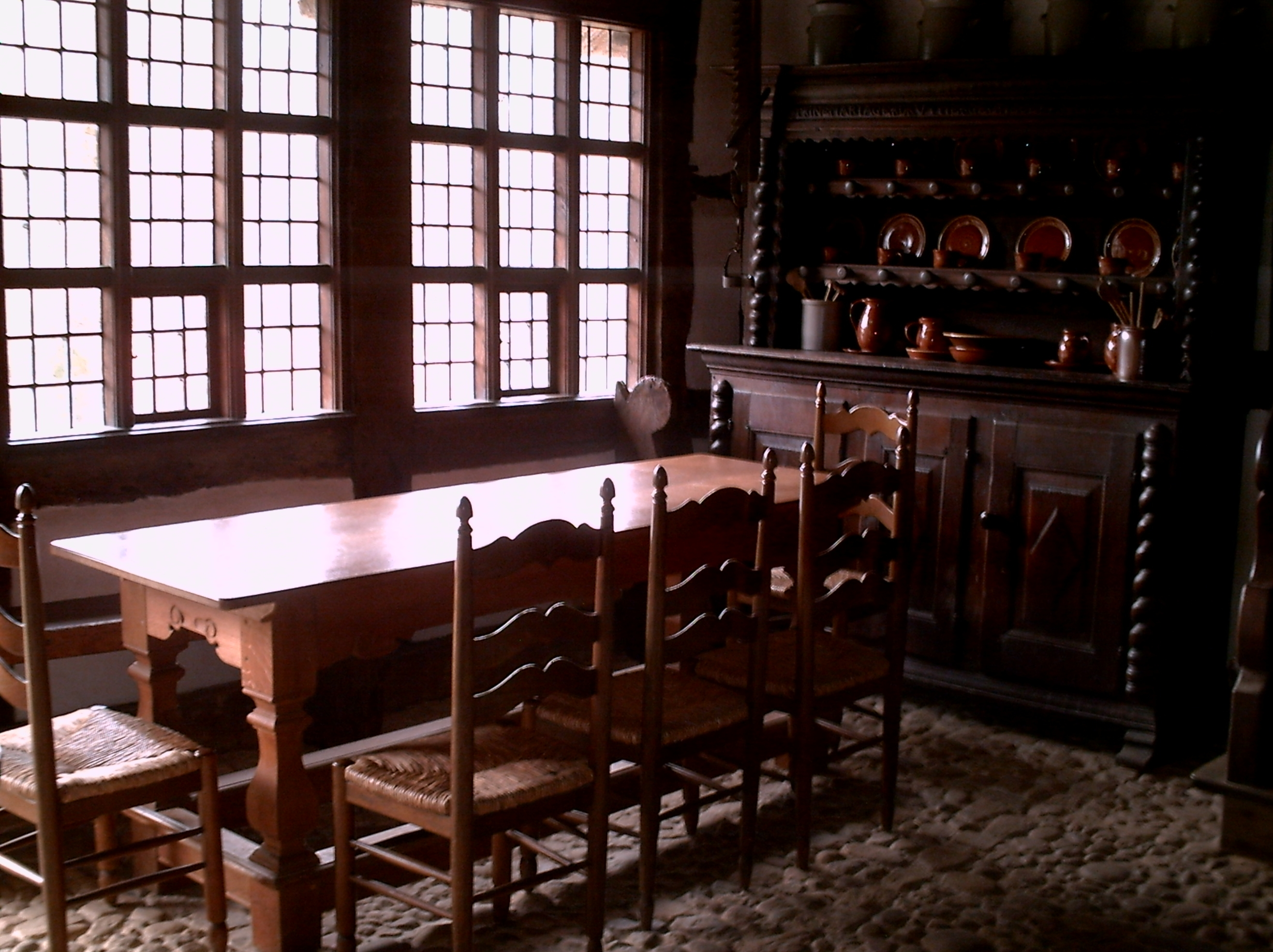
مثال من وحي التاريخ لغرفة طعام في أحد المنازل بألمانيا.

حُجرة الطعام أو غرفة الطعام هي غرفة مخصصة لـ تناول الطعام. في العصور الحديثة، عادة ما تقع غرفة الطعام بالقرب من المطبخ لتيسير عملية نقل الطعام، مقارنة بـ العصور الوسطى حيث كان يُوضع الطعام بأكمله على مستوى أعلى من الأرض. من الناحية التاريخية، كانت غرفة الطعام مجهزة بـ منضدة وعدد من الكراسي لتناول الطعام؛ حيث كان الشكل المتعارف عليه عامة مستطيل الشكل ووجود كرسيين بذراع وزوج من الكراسي دون ذراع على طول الجانبين الطوال.

## معلومات تاريخية

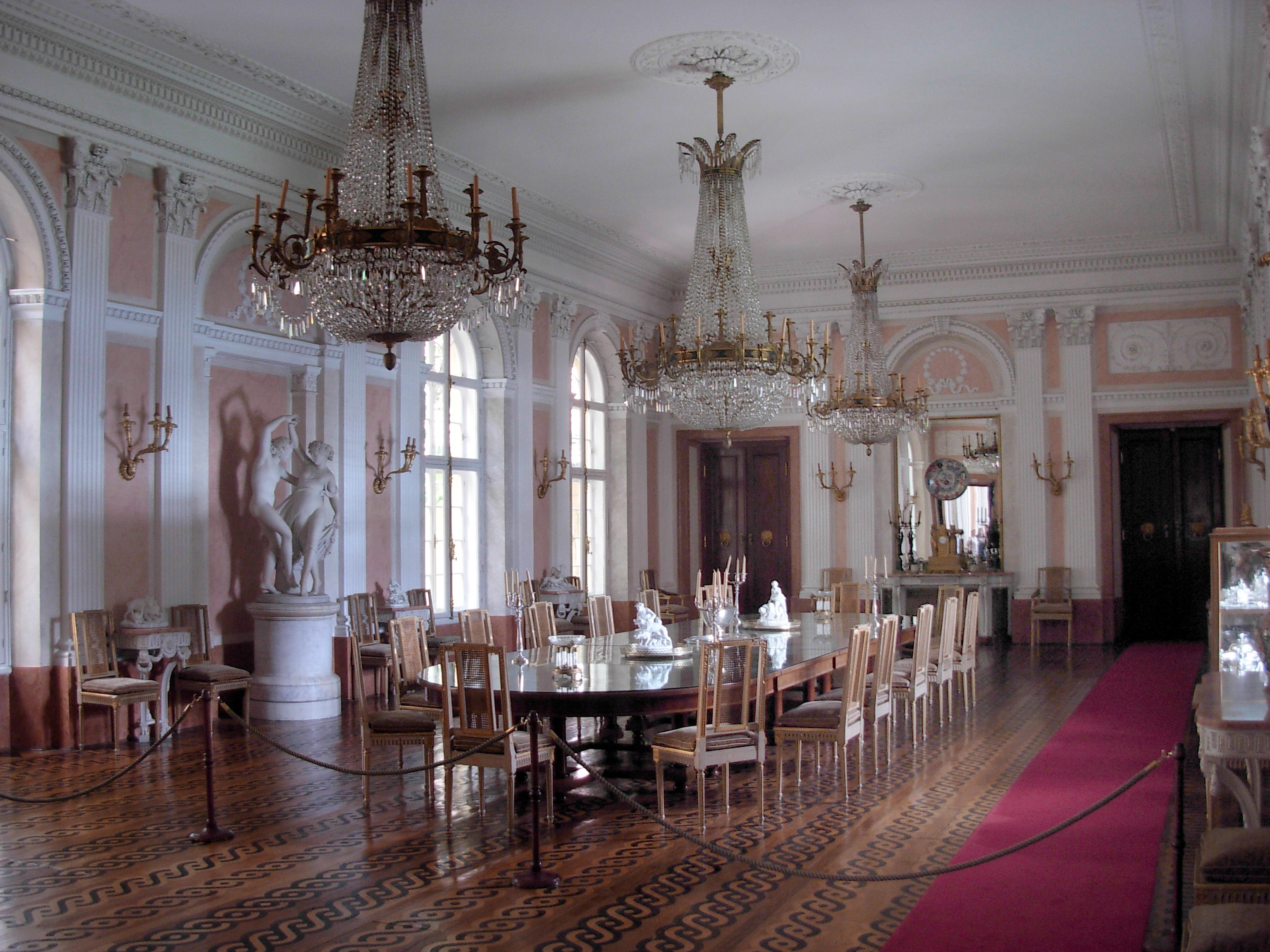
غرفة الطعام في قصرلانكوت (Łańcut Palace)، بولندا

في العصور الوسطى، كان أفراد الطبقة العليا من البريطانيين وغيرهم من النبلاء الأوربيين الذين يعيشون في القلاع أو المنازل الريفية الكبيرة يتناولون الطعام في القاعة الكبرى. وقد كانت غرفة متعددة الوظائف لها القدرة على استيعاب الكثير من سكان المنزل. كان رب الأسرة يجلس في مقدمة المنضدة على منصة مرتفعة، وباقي أفراد الأسرة على جنبات المنضدة بالترتيب. كانت المناضد في القاعة الكبرى في الغالب مزودة بأرجل طويلة ومحاطة بالمقاعد. وتبين أن هذا العدد الهائل من الناس في القاعة الكبرى قد يخلق نوعًا من الزحام والجو الصاخب. وفقًا لمعايير هذه العصور، لم يكن هناك أي احتمال لوجود الروائح الكريهة جدًا وروائح المدخنين. فقد كانت هذه الغرف تحتوي على مداخن كبيرة وأسقف عالية حيث كان يتدفق الهواء بحرية من الأبواب المتعددة وفتحات النوافذ.
في حقيقة الأمر، بدأ ملاك هذه المباني في تطوير الأذواق لخلق جو حميم بين الأفراد عن طريق منع «الكلام» أو «الكلام الخاص» في القاعة الرئيسية ويُعتقد أن ذلك يرجع إلى التغيرات الاجتماعية والسياسية والراحة الكبيرة المنشودة من هذه الغرف. وقد تسبب مرض الطاعون (الموت الأسود) الذي تسبب في خراب أوروبا في القرن الرابع عشر في نقص اليد العاملة وقد أدى ذلك إلى انهيار النظام الإقطاعي. وقد أدى الاضهاد الديني الذي حدث بعد حل الأديرة على يد هنري الثامن (Henry VIII) إلى التخوف الشديد من حرية الكلام وسط الحشود الكبيرة من الناس.
وبمرور الزمن، كان يتناول النبلاء معظم وجباتهم في جناح الصالون، وأصبح الصالون بشكل عملي غرفة لتناول الطعام (حيث انقسم إلى غرفتين منفصلتين). برغم الهجرة بعيدًا عن القاعة الكبرى، ففي كثير من الأحيان كانت هناك بعض الزيارات في الاحتفالات الكبرى على درجات من منصة القاعة الكبرى. وكان الطعام أول شيء يتم القيام به في القاعة الكبرى في المناسبات الرسمية.
في بداية القرن الثامن عشر، ظهر نمط جديد، حيث كان نساء المنزل ينصرفن بعد تناول الطعام من غرفة الطعام إلى غرفة الاستقبال. بينما يستقل الرجال في غرفة الطعام يحتسون الشراب. نتيجة لذلك، في كثير من الأحيان يستقر في غرفة الطعام عدد من الرجال الذين يبدؤون في الغناء بصوت صادح.

## الاستخدام المعاصر

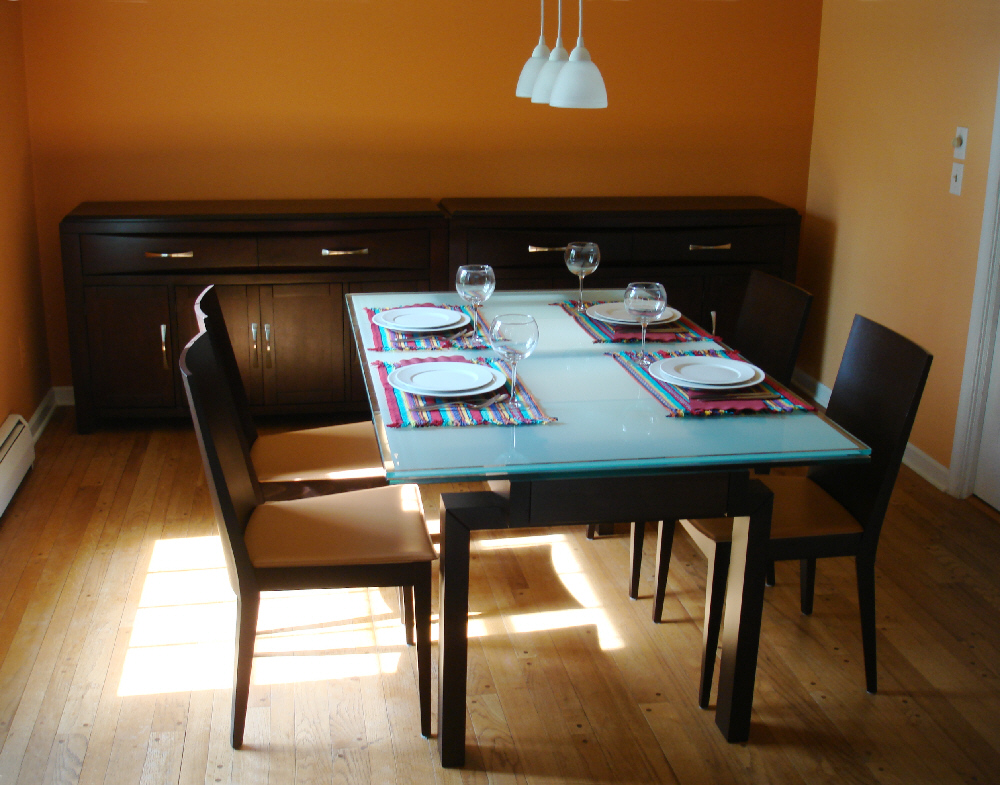
مثال لغرفة طعام حديثة في الولايات المتحدة.

تحتوي غرفة الطعام المثالية في أمريكا الشمالية على منضدة بكرسيين مرتبين على طول جنبات المنضدة ونهايتها، إضافة إلى العديد من قطع الأثاث الأخرى، (المستخدمة في كثير من الأحيان لتخزين الأطقم الصيني المستخدمة في المناسبات)، اعتمادًا على المساحة المتوفرة. وفي كثير من الأحيان، تحتوي المنضدة في غرفة الطعام على شريحة قابلة للإزالة من أجل السماح بحضور أعداد غفيرة من المدعوين لهذه المناسبات الرسمية دون شغل المكان في حالة عدم استخدامه. مع أن التجربة النمطية في غرفة طعام الأسرة «المثالية» كانت ما تشتمل عليه من منضدة خشبية أو منطقة تشبه المطبخ، فقد اختار البعض تصميم غرف الطعام بشكل أكثر راحة باستخدام الأرائك والكراسي المريحة.
في المنازل الحديثة في الأمريكية وكندا، عادة ما تقع غرفة الطعام بجانب الصالون، ولا يشيع استخدامها إلا في وجبات الطعام الرسمية مع الضيوف أو في المناسبات الرسمية. فيما يتعلق بالوجبات اليومية الثلاث، تحتوي معظم المنازل المتوسطة الحجم والكبيرة على مساحة خالية بجانب المطبخ حيث يتم وضع المنضدة والكراسي، وتعرف هذا المساحات الخالية بـ غرفة الطعام الصغيرة وتسمى الأصغر حجمًا بـ استراحة الإفطار. قد تحتوي المنازل الصغيرة والشقق الخاصة على بار للإفطار بدلاً من ذلك، وفي كثير من الأحيان يكون بارتفاع أعلى من المنضدة الموجودة في المطبخ العادي (إما أن تكون مرتفعة عن المقاعد أو منخفضة عن الكراسي). وفي حالة عدم وجود غرفة الطعام الصغيرة أو استراحة الإفطار أو بار الإفطار، يستخدم المطبخ أو الصالون لتناول الطعام يوميًا.
وشاع استخدام هذه الحالة في إنجلترا سيرًا على التقاليد، حيث لا تستخدم العديد من الأسر غرفة الطعام إلا يوم الأحد، ويتناولون باقي وجبات طعامهم في المطبخ.
في أستراليا، يسود استعمال غرفة الطعام، في كثير من الأحيان، كما يتم تناول الوجبات العائلية أيضًا على منضدة الإفطار أو أمام التليفزيون في غرفة الجلوس.